# Douirane
Douirane (franska: Douirane (CR), Douirane (Commune Rurale), arabiska: اسيف المال) är en kommun i Marocko.   Den ligger i provinsen Chichaoua och regionen Marrakech-Safi, i den centrala delen av landet, 400 km sydväst om huvudstaden Rabat. Antalet invånare är 14 180.